# Platkow
Platkow ist ein Ortsteil der Gemeinde Gusow-Platkow des Amtes Seelow-Land im Landkreis Märkisch-Oderland in Brandenburg.

## Geographie
Der Ort liegt zwei Kilometer nordwestlich von Gusow und sieben Kilometer nordwestlich von Seelow. Die Nachbarorte sind Paschenbrück im Norden, Karlshof und Gusower Loose im Nordosten, Gusow im Südosten, Görlsdorf im Süden, Alt Rosenthal im Südwesten, Wulkow im Westen sowie Neuhardenberg und Neuhof im Nordwesten.